# هانگاکو گوزن
هانگاکو گوزن (انگلیسی: Hangaku Gozen؛ یک اونا بوگیشا یا رزمنده زن در اواخر دوره هی‌آن و اوایل دوره کاماکورا اهل ژاپن است. در سال ۱۲۰۱، او به همراه برادرزاده خود برای سرنگونی شوگون‌سالاری کاماکورا لشکری را به وجود آورد.
نام هانگاکو گوزن در اثر معروف دوره کاماکورا آزوما کاگامی دیده می‌شود.
گفته می‌شود که هانگاکو «مانند یک مرد نترس و مانند یک گل زیبا»، و در جنگ یک ناگیناتا به دست داشته‌است. بسیاری از قصه‌گویان و چاپگران او را در آثار خود به تصویر کشیده‌اند، از جمله اوتاگاوا کونی‌یوشی، که مجموعه ای چاپی از زنان جنگجو را تهیه کرده‌است. این مجموعه همچنین شامل شخصیت‌های تاریخی یا ادبی مانند توموئه گوزن، شیزوکا گوزن و هوجو ماساکو بود.